# クイーンズベリー侯爵
クイーンズベリー侯爵（英語: Marquess of Queensberry）は、イギリスの侯爵位。スコットランド貴族。
第3代クイーンズベリー伯爵ウィリアム・ダグラスが1682年に叙されたのに始まる。彼はさらに1684年にクイーンズベリー公爵に叙せられたのでクイーンズベリー侯爵位はその従属爵位となった。しかし2代公ジェイムズ・ダグラスの代の1706年にクイーンズベリー公爵位に特別継承権の規定が付け加えられた関係で1708年から1715年にかけてと1810年から2016年現在まで両爵位は分離している。現在クイーンズベリー公爵位はバクルー公爵モンタギュー・ダグラス・スコット家によって女系継承されており、一方クイーンズベリー侯爵位はダグラス家による男系継承が続いている。

## 歴史

### クイーンズベリー公爵の従属爵位として

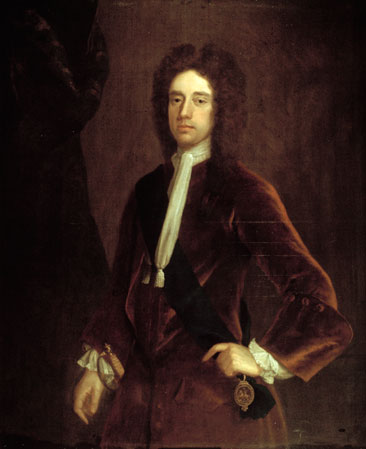
2代クイーンズベリー公ジェイムズ・ダグラス

第2代ダグラス伯爵ジェイムズ・ダグラス(1358-1388) の私生児ウィリアム・ダグラス(-1427) の子孫は、代々スコットランド・ダンフリーズ・ドラムランリグの地主(Laird)を務めた。その9代目の当主であるウィリアム・ダグラス(-1640)は、国王ジェームズ6世をドラムランリグに迎えたり、ダンフリーズのシェリフ等の官職を務めるなどして、1628年4月1日にドラムランリグ子爵 (Viscount of Drumlanrig) とホーイック＝ティバーズのダグラス卿 (Lord Douglas of Hawick and Tibbers) 、1633年6月13日にクイーンズベリー伯爵 (Earl of Queensberry) に叙せられた。いずれもダグラスの紋章と姓名を受け継ぐ男系男子に継承させる旨の継承規定 ("heirs male bearing the surname and arms of Douglas") が付けられたスコットランド貴族爵位である。
その孫である3代クイーンズベリー伯ウィリアム・ダグラス(1637-1695)は、スコットランド大蔵卿、スコットランド議会国王代理官等の官職を歴任し、1682年2月11日にクイーンズベリー侯爵 (Marquess of Queensberry)、ドラムランリグ＝サンクアー伯爵 (Earl of Drumlanrig and Sanquhar)、ニス＝トーソルウォルド＝ロス子爵 (Viscount Nith, Torthorwald and Ross)、キルモント＝ミドルビー＝ドーノックのダグラス卿 (Lord Douglas of Kilmount, Middlebie and Dornock)に叙せられた。この4爵位はいずれも "heirs male whatsoever"の継承規定が付いたスコットランド貴族であった。ついで1684年2月3日にはクイーンズベリー公爵 (Duke of Queensberry)、ダンフリーズシャー侯爵 (Marquess of Dumfriesshire) に叙せられた。この2つの爵位は"heirs male of his body"の継承規定が付けられたスコットランド貴族であった。
その長男であるジェイムズ・ダグラス(2代公・2代侯) (1672-1711) は、名誉革命後のスコットランド政界で活躍した人物であり、イングランドとスコットランドを連合させる1707年連合法のスコットランド議会での可決に主導的役割を果たした政治家である。彼は連合後の1708年5月26日にドーヴァー公爵 (Duke of Dover)、ビバリー侯爵 (Marquess of Beverley)、リポン男爵 (Baron Ripon)に叙せられている（いずれもグレートブリテン貴族）。
2代公の嫡男である次男ジェイムズ・ダグラス (1697-1715) は、精神障害者で人肉を食らう殺人者だった。
そのため1706年6月17日にクイーンズベリー侯爵位を除く初代公の代に叙された爵位群(1682年と1684年の爵位)は一度王冠に返還し、三男チャールズ・ダグラス (1698-1778) に継承させる旨の特別継承権の規定を付け加えたうえで再び与えられた。またこの際に爵位継承範囲を初代伯に遡っての男子もしくは女子の子孫に拡張させる規定も加えられた。
これにより2代公の死後、クイーンズベリー侯爵位および初代伯の代に叙された1628年と1633年の爵位群（クイーンズベリー伯爵位以下3爵位）は次男ジェイムズ（3代侯）に継承されたが、クイーンズベリー公爵位以下1682年・1684年の爵位群は三男チャールズ（3代公）に継承された。3代公は先立つ1706年6月17日にソルウェイ伯爵 (Earl of Solway)、ティバーズ子爵 (Viscount Tibbers)、ロッカービー＝ダルヴィーン＝ソーンヒルのダグラス卿 (Lord Douglas of Lockerby, Dalveen and Thornhill) に叙せられていた（いずれも2代公の男系男子に継承権を認める規定の付いたスコットランド貴族爵位）。また1715年には3代侯が子供なく死去したため、クイーンズベリー侯爵位も3代公が継承している。
1778年に3代公(4代侯)が死去した時、生存している男子はなく、2代公の男系男子は絶えた。そのため2代公の代に叙されたドーヴァー公爵位以下3つのグレートブリテン貴族爵位、および3代公が叙されたソルウェイ伯爵以下3つのスコットランド貴族爵位はここで廃絶となった。それ以外の爵位は初代公の次男の孫にあたる3代マーチ伯ウィリアム・ダグラス(4代公・5代侯) (1725-1810) に継承された。彼はこれらの爵位を継承する前の1731年に父からマーチ伯爵 (Earl of March)、ピーブルス子爵 (Viscount of Peebles)、ニードパス＝リン＝マナードのダグラス卿 (Lord Douglas of Neidpath, Lyne and Munard)、1748年に母からラグラン伯爵 (Earl of Ruglen) を継承していた（いずれもスコットランド貴族）。また1786年8月8日にはグレートブリテン貴族爵位ウィルトシャー州におけるエイムズベリーのダグラス男爵 (Baron Douglas, of Amesbury in the County of Wiltshire) に叙された。

### クイーンズベリー侯爵家

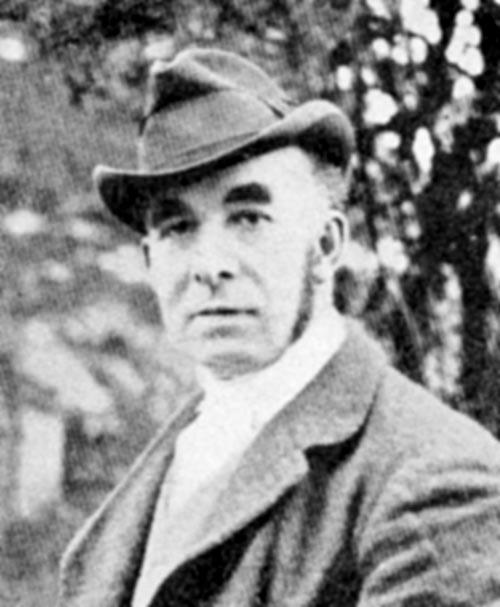
9代クイーンズベリー侯ジョン・ダグラス

1810年に4代公（5代侯）が子供なく死去した際、その保有爵位はそれぞれの継承方法にしたがって分裂した。まずラグラン伯爵位とウィルトシャー州におけるエイムズベリーのダグラス男爵位は廃絶となった。マーチ伯爵位、ピーブルス子爵位、ニードパス＝リン＝マナードのダグラス卿位は4代公の従兄弟の曽孫にあたる第8代ウィームズ伯爵フランシス・ダグラスに継承された。
一方クイーンズベリー公爵位、ダンフリーズシャー侯爵、ドラムランリグ＝サンクアー伯爵位、ニス＝トーソルウォルド＝ロス子爵位、キルモント＝ミドルビー＝ドーノックのダグラス卿位は、1706年に付け加えられた女系継承を認める特別継承権の規定に基づいて2代公の娘ジェーンの孫にあたる3代バクルー公爵ヘンリー・スコット (1746–1812) に継承された（以降のクイーンズベリー公爵位についてはバクルー公爵参照）
そして付け加えが行われなかったクイーンズベリー侯爵位、クイーンズベリー伯爵位、ドラムランリグ子爵位、ホーイック＝ティバーズのダグラス卿位は初代伯に遡っての分流である第5代 (キルヘッドの) 准男爵チャールズ・ダグラス(6代侯) (1777–1837)に継承されることになった（クイーンズベリー侯爵位の継承方法は"his heirs male whatsoever"なので初代より前の男系先祖を遡った継承が可能だった）。
こうしてクイーンズベリー侯爵位を最上位爵位とする侯爵家が誕生することになった。その最初の当主である6代侯は1812年から1832年にかけてスコットランド貴族の貴族代表議員としてイギリス貴族院議員を務め、1833年1月7日には連合王国貴族爵位ダンフリーズ州におけるキンマウントのソルウェイ男爵 (Baron Solway, of Kinmount in the County of Dumfries) に叙せられて終身の貴族院議員となった。しかし彼には男子がなかったのでこの爵位は彼一代で終わった。
6代侯の死後、弟のジョン・ダグラス (1779–1856) が7代侯を継承した。以降2016年現在まで彼の直系の男系男子によって爵位は継承されている。
8代侯アーチボルド・ダグラス (1818–1858) は、襲爵前にピール派に属する庶民院議員を務め、1853年から1856年にかけては王室会計監査官を務めた。
9代侯ジョン・ダグラス (1844–1900) は、ボクシング愛好家であり、彼の爵位名を冠する「クイーンズベリー・ルール」の制定を後援し、近代ボクシングを築いた人物として知られる。また彼は1872年から1880年にかけてスコットランド貴族代表議員として貴族院に議席を有した。
その孫である11代侯フランシス・ダグラス(1896–1954) も、1922年から1929年までスコットランド貴族代表議員として貴族院議員となった。
2016年現在の当主はその息子である12代侯デイヴィッド・ダグラス(1929-) である。

## 現当主の保有爵位/準男爵位
現当主の12代クイーンズベリー侯爵デイヴィッド・ダグラスは以下の爵位・準男爵位を保有している。
- 第12代クイーンズベリー侯爵 (12th Marquess of Queensberry)
(1682年2月11日の勅許状によるスコットランド貴族爵位)
- 第14代クイーンズベリー伯爵 (14th Earl of Queensberry)
(1633年6月13日の勅許状によるスコットランド貴族爵位)
- 第14代ドラムランリグ子爵 (14th Viscount Drumlanrig)
(1628年4月1日の勅許状によるスコットランド貴族爵位)
- ホーイック＝ティバーズの第14代ダグラス卿 (14th Lord Douglas of Hawick and Tibbers)
(1628年4月1日の勅許状によるスコットランド貴族)
- (キルヘッドの)第11代準男爵（英語版） (11th Baronet, styled "of Kelhead")
(1668年2月20日の勅許状によるノバスコシア準男爵位)

## 一覧

### クイーンズベリー伯 (1633年)
- 初代クイーンズベリー伯ウィリアム・ダグラス (-1640)
- 2代クイーンズベリー伯ジェイムズ・ダグラス (-1671)
- 3代クイーンズベリー伯ウィリアム・ダグラス (1637-1695)
  - 1682年にクイーンズベリー侯爵、1684年にクイーンズベリー公爵に叙される。

### クイーンズベリー侯 (1682年)・クイーンズベリー公 (1684年)
- 初代クイーンズベリー侯・初代クイーンズベリー公ウィリアム・ダグラス (1637-1695)
- 2代クイーンズベリー侯・2代クイーンズベリー公ジェイムズ・ダグラス (1672-1711)
- 3代クイーンズベリー侯ジェイムズ・ダグラス (1697-1715)
- 4代クイーンズベリー侯・3代クイーンズベリー公チャールズ・ダグラス (1698-1778)
- 5代クイーンズベリー侯・4代クイーンズベリー公ウィリアム・ダグラス (1725-1810)
  - 5代クイーンズベリー公爵位は3代バクルー公爵ヘンリー・スコットが継承（以降バクルー公爵参照）

### キルヘッドの準男爵 (1668年)
- 初代準男爵サー・ジェイムズ・ダグラス (1639–1708)
- 2代準男爵サー・ウィリアム・ダグラス (c.1675-1733)
- 3代準男爵サー・ジョン・ダグラス（英語版） (c.1708-1778)
- 4代準男爵サー・ウィリアム・ダグラス（英語版） (c.1731-1783)
- 5代準男爵サー・チャールズ・ダグラス (1777–1837)
  - 1810年に第6代クイーンズベリー侯爵位を継承

### クイーンズベリー侯 (1682年)
- 6代クイーンズベリー侯チャールズ・ダグラス (1777–1837)
- 7代クイーンズベリー侯ジョン・ダグラス (1779–1856)
- 8代クイーンズベリー侯アーチボルド・ウィリアム・ダグラス (1818–1858)
- 9代クイーンズベリー侯ジョン・ショルト・ダグラス (1844–1900)
- 10代クイーンズベリー侯パーシー・ショルト・ダグラス (1868–1920)
- 11代クイーンズベリー侯フランシス・アーチボルド・キルヘッド・ダグラス（英語版） (1896–1954)
- 12代クイーンズベリー侯デイヴィッド・ハリントン・アンガス・ダグラス（英語版） (1929-)
  - 法定推定相続人は現当主の息子ドラムランリグ子爵(儀礼称号)ショルト・フランシス・ガイ・ダグラス(1967-)

## 系図
| | | | | | | | | | | | | | |  |  |                                |                                |                                |                                | 1633年クイーンズベリー伯                                               |                                                                    |                                                                    |                                                                    |                                                                    |                                                                    |                                                |                                                |                                                |                                                |  |  | | | | | | |  |  |                                                                                           |                                                                                        |                                                                                        |                                                                                        |                                                                                        |                                                                                        |  |  |  |  |  |  |                                             |                                             |                                             |                                             |                                             |                                             |  |  |  |  |
| | | | | | | | | | | | | | |  |  |                                |                                |                                |                                | 初代クイーンズベリー伯 ウィリアム・ダグラス (-1640)                    |                                                                    |                                                                    |                                                                    |                                                                    |                                                                    |                                                |                                                |                                                |                                                |  |  | | | | | | |  |  |                                                                                           |                                                                                        |                                                                                        |                                                                                        |                                                                                        |                                                                                        |  |  |  |  |  |  |                                             |                                             |                                             |                                             |                                             |                                             |  |  |  |  |
| | | | | | | | | | | | | | |  |  |                                |                                |                                |                                |                                                                        |                                                                    |                                                                    |                                                                    |                                                                    |                                                                    |                                                |                                                |                                                |                                                |  |  | | | | | | |  |  |                                                                                           |                                                                                        |                                                                                        |                                                                                        |                                                                                        |                                                                                        |  |  |  |  |  |  |                                             |                                             |                                             |                                             |                                             |                                             |  |  |  |  |
| | | | | | | | | | | | | | |  |  |                                |                                |                                |                                |                                                                        |                                                                    |                                                                    |                                                                    |                                                                    |                                                                    |                                                |                                                |                                                |                                                |  |  | | | | | | |  |  |                                                                                           |                                                                                        |                                                                                        |                                                                                        |                                                                                        |                                                                                        |  |  |  |  |  |  |                                             |                                             |                                             |                                             |                                             |                                             |  |  |  |  |
| 2代クイーンズベリー伯 ジェイムズ・ダグラス (-1671)                                                 | 2代クイーンズベリー伯 ジェイムズ・ダグラス (-1671)                                                 | 2代クイーンズベリー伯 ジェイムズ・ダグラス (-1671)                                                 | 2代クイーンズベリー伯 ジェイムズ・ダグラス (-1671)                                                 | 2代クイーンズベリー伯 ジェイムズ・ダグラス (-1671)                                                 | 2代クイーンズベリー伯 ジェイムズ・ダグラス (-1671)                                                 | | | | | | | | |  |  |                                |                                |                                |                                |                                                                        |                                                                    |                                                                    |                                                                    |                                                                    |                                                                    |                                                |                                                |                                                |                                                |  |  | | | | | | |  |  | ウィリアム・ダグラス (-1673以前)                                                          | ウィリアム・ダグラス (-1673以前)                                                       | ウィリアム・ダグラス (-1673以前)                                                       | ウィリアム・ダグラス (-1673以前)                                                       | ウィリアム・ダグラス (-1673以前)                                                       | ウィリアム・ダグラス (-1673以前)                                                       |  |  |  |  |  |  |                                             |                                             |                                             |                                             |                                             |                                             |  |  |  |  |
| 2代クイーンズベリー伯 ジェイムズ・ダグラス (-1671)                                                 | 2代クイーンズベリー伯 ジェイムズ・ダグラス (-1671)                                                 | 2代クイーンズベリー伯 ジェイムズ・ダグラス (-1671)                                                 | 2代クイーンズベリー伯 ジェイムズ・ダグラス (-1671)                                                 | 2代クイーンズベリー伯 ジェイムズ・ダグラス (-1671)                                                 | 2代クイーンズベリー伯 ジェイムズ・ダグラス (-1671)                                                 | | | | | | | | |  |  |                                |                                |                                |                                |                                                                        |                                                                    |                                                                    |                                                                    |                                                                    |                                                                    |                                                |                                                |                                                |                                                |  |  | | | | | | |  |  | ウィリアム・ダグラス (-1673以前)                                                          | ウィリアム・ダグラス (-1673以前)                                                       | ウィリアム・ダグラス (-1673以前)                                                       | ウィリアム・ダグラス (-1673以前)                                                       | ウィリアム・ダグラス (-1673以前)                                                       | ウィリアム・ダグラス (-1673以前)                                                       |  |  |  |  |  |  |                                             |                                             |                                             |                                             |                                             |                                             |  |  |  |  |
| 1682年クイーンズベリー侯 1684年クイーンズベリー公                                                  | 1682年クイーンズベリー侯 1684年クイーンズベリー公                                                  | 1682年クイーンズベリー侯 1684年クイーンズベリー公                                                  | 1682年クイーンズベリー侯 1684年クイーンズベリー公                                                  | 1682年クイーンズベリー侯 1684年クイーンズベリー公                                                  | 1682年クイーンズベリー侯 1684年クイーンズベリー公                                                  | | | | | | | | |  |  |                                |                                |                                |                                |                                                                        |                                                                    |                                                                    |                                                                    |                                                                    |                                                                    |                                                |                                                |                                                |                                                |  |  | | | | | | |  |  | 1668年(キルヘッドの)準男爵                                                                | 1668年(キルヘッドの)準男爵                                                             | 1668年(キルヘッドの)準男爵                                                             | 1668年(キルヘッドの)準男爵                                                             | 1668年(キルヘッドの)準男爵                                                             | 1668年(キルヘッドの)準男爵                                                             |  |  |  |  |  |  |                                             |                                             |                                             |                                             |                                             |                                             |  |  |  |  |
| 1682年クイーンズベリー侯 1684年クイーンズベリー公                                                  | 1682年クイーンズベリー侯 1684年クイーンズベリー公                                                  | 1682年クイーンズベリー侯 1684年クイーンズベリー公                                                  | 1682年クイーンズベリー侯 1684年クイーンズベリー公                                                  | 1682年クイーンズベリー侯 1684年クイーンズベリー公                                                  | 1682年クイーンズベリー侯 1684年クイーンズベリー公                                                  | 初代クイーンズベリー公 初代クイーンズベリー侯 3代クイーンズベリー伯 ウィリアム・ダグラス (1637-1695) | 初代クイーンズベリー公 初代クイーンズベリー侯 3代クイーンズベリー伯 ウィリアム・ダグラス (1637-1695) | 初代クイーンズベリー公 初代クイーンズベリー侯 3代クイーンズベリー伯 ウィリアム・ダグラス (1637-1695) | 初代クイーンズベリー公 初代クイーンズベリー侯 3代クイーンズベリー伯 ウィリアム・ダグラス (1637-1695) | 初代クイーンズベリー公 初代クイーンズベリー侯 3代クイーンズベリー伯 ウィリアム・ダグラス (1637-1695) | 初代クイーンズベリー公 初代クイーンズベリー侯 3代クイーンズベリー伯 ウィリアム・ダグラス (1637-1695) | | |  |  |                                |                                |                                |                                |                                                                        |                                                                    |                                                                    |                                                                    |                                                                    |                                                                    |                                                |                                                |                                                |                                                |  |  | | | | | | |  |  | 1668年(キルヘッドの)準男爵                                                                | 1668年(キルヘッドの)準男爵                                                             | 1668年(キルヘッドの)準男爵                                                             | 1668年(キルヘッドの)準男爵                                                             | 1668年(キルヘッドの)準男爵                                                             | 1668年(キルヘッドの)準男爵                                                             |  |  |  |  |  |  | 初代準男爵 ジェイムズ・ダグラス (1639-1708) | 初代準男爵 ジェイムズ・ダグラス (1639-1708) | 初代準男爵 ジェイムズ・ダグラス (1639-1708) | 初代準男爵 ジェイムズ・ダグラス (1639-1708) | 初代準男爵 ジェイムズ・ダグラス (1639-1708) | 初代準男爵 ジェイムズ・ダグラス (1639-1708) |  |  |  |  |
| | | | | | | 初代クイーンズベリー公 初代クイーンズベリー侯 3代クイーンズベリー伯 ウィリアム・ダグラス (1637-1695) | 初代クイーンズベリー公 初代クイーンズベリー侯 3代クイーンズベリー伯 ウィリアム・ダグラス (1637-1695) | 初代クイーンズベリー公 初代クイーンズベリー侯 3代クイーンズベリー伯 ウィリアム・ダグラス (1637-1695) | 初代クイーンズベリー公 初代クイーンズベリー侯 3代クイーンズベリー伯 ウィリアム・ダグラス (1637-1695) | 初代クイーンズベリー公 初代クイーンズベリー侯 3代クイーンズベリー伯 ウィリアム・ダグラス (1637-1695) | 初代クイーンズベリー公 初代クイーンズベリー侯 3代クイーンズベリー伯 ウィリアム・ダグラス (1637-1695) | | |  |  |                                |                                |                                |                                |                                                                        |                                                                    |                                                                    |                                                                    |                                                                    |                                                                    |                                                |                                                |                                                |                                                |  |  | | | | | | |  |  |                                                                                           |                                                                                        |                                                                                        |                                                                                        |                                                                                        |                                                                                        |  |  |  |  |  |  | 初代準男爵 ジェイムズ・ダグラス (1639-1708) | 初代準男爵 ジェイムズ・ダグラス (1639-1708) | 初代準男爵 ジェイムズ・ダグラス (1639-1708) | 初代準男爵 ジェイムズ・ダグラス (1639-1708) | 初代準男爵 ジェイムズ・ダグラス (1639-1708) | 初代準男爵 ジェイムズ・ダグラス (1639-1708) |  |  |  |  |
| | | | | | | | | | | | | | |  |  |                                |                                |                                |                                |                                                                        |                                                                    |                                                                    |                                                                    |                                                                    |                                                                    |                                                |                                                |                                                |                                                |  |  | | | | | | |  |  |                                                                                           |                                                                                        |                                                                                        |                                                                                        |                                                                                        |                                                                                        |  |  |  |  |  |  |                                             |                                             |                                             |                                             |                                             |                                             |  |  |  |  |
| 2代クイーンズベリー公 2代クイーンズベリー侯 4代クイーンズベリー伯 ジェイムズ・ダグラス (1662-1711) | 2代クイーンズベリー公 2代クイーンズベリー侯 4代クイーンズベリー伯 ジェイムズ・ダグラス (1662-1711) | 2代クイーンズベリー公 2代クイーンズベリー侯 4代クイーンズベリー伯 ジェイムズ・ダグラス (1662-1711) | 2代クイーンズベリー公 2代クイーンズベリー侯 4代クイーンズベリー伯 ジェイムズ・ダグラス (1662-1711) | 2代クイーンズベリー公 2代クイーンズベリー侯 4代クイーンズベリー伯 ジェイムズ・ダグラス (1662-1711) | 2代クイーンズベリー公 2代クイーンズベリー侯 4代クイーンズベリー伯 ジェイムズ・ダグラス (1662-1711) | | | | | | | | |  |  |                                |                                |                                |                                |                                                                        |                                                                    |                                                                    |                                                                    |                                                                    |                                                                    |                                                |                                                |                                                |                                                |  |  | 初代マーチ伯 ウィリアム・ダグラス (-1705)                                                                      | 初代マーチ伯 ウィリアム・ダグラス (-1705)                                                                      | 初代マーチ伯 ウィリアム・ダグラス (-1705)                                                                      | 初代マーチ伯 ウィリアム・ダグラス (-1705)                                                                      | 初代マーチ伯 ウィリアム・ダグラス (-1705)                                                                      | 初代マーチ伯 ウィリアム・ダグラス (-1705)                                                                      |  |  | 2代準男爵 ウィリアム・ダグラス (-1733)                                                    | 2代準男爵 ウィリアム・ダグラス (-1733)                                                 | 2代準男爵 ウィリアム・ダグラス (-1733)                                                 | 2代準男爵 ウィリアム・ダグラス (-1733)                                                 | 2代準男爵 ウィリアム・ダグラス (-1733)                                                 | 2代準男爵 ウィリアム・ダグラス (-1733)                                                 |  |  |  |  |  |  |                                             |                                             |                                             |                                             |                                             |                                             |  |  |  |  |
| 2代クイーンズベリー公 2代クイーンズベリー侯 4代クイーンズベリー伯 ジェイムズ・ダグラス (1662-1711) | 2代クイーンズベリー公 2代クイーンズベリー侯 4代クイーンズベリー伯 ジェイムズ・ダグラス (1662-1711) | 2代クイーンズベリー公 2代クイーンズベリー侯 4代クイーンズベリー伯 ジェイムズ・ダグラス (1662-1711) | 2代クイーンズベリー公 2代クイーンズベリー侯 4代クイーンズベリー伯 ジェイムズ・ダグラス (1662-1711) | 2代クイーンズベリー公 2代クイーンズベリー侯 4代クイーンズベリー伯 ジェイムズ・ダグラス (1662-1711) | 2代クイーンズベリー公 2代クイーンズベリー侯 4代クイーンズベリー伯 ジェイムズ・ダグラス (1662-1711) | | | | | | | | |  |  |                                |                                |                                |                                |                                                                        |                                                                    |                                                                    |                                                                    |                                                                    |                                                                    |                                                |                                                |                                                |                                                |  |  | 初代マーチ伯 ウィリアム・ダグラス (-1705)                                                                      | 初代マーチ伯 ウィリアム・ダグラス (-1705)                                                                      | 初代マーチ伯 ウィリアム・ダグラス (-1705)                                                                      | 初代マーチ伯 ウィリアム・ダグラス (-1705)                                                                      | 初代マーチ伯 ウィリアム・ダグラス (-1705)                                                                      | 初代マーチ伯 ウィリアム・ダグラス (-1705)                                                                      |  |  | 2代準男爵 ウィリアム・ダグラス (-1733)                                                    | 2代準男爵 ウィリアム・ダグラス (-1733)                                                 | 2代準男爵 ウィリアム・ダグラス (-1733)                                                 | 2代準男爵 ウィリアム・ダグラス (-1733)                                                 | 2代準男爵 ウィリアム・ダグラス (-1733)                                                 | 2代準男爵 ウィリアム・ダグラス (-1733)                                                 |  |  |  |  |  |  |                                             |                                             |                                             |                                             |                                             |                                             |  |  |  |  |
| | | | | | | | | | | | | | |  |  |                                |                                |                                |                                |                                                                        |                                                                    |                                                                    |                                                                    |                                                                    |                                                                    |                                                |                                                |                                                |                                                |  |  | | | | | | |  |  |                                                                                           |                                                                                        |                                                                                        |                                                                                        |                                                                                        |                                                                                        |  |  |  |  |  |  |                                             |                                             |                                             |                                             |                                             |                                             |  |  |  |  |
| 3代クイーンズベリー侯 5代クイーンズベリー伯 ジェイムズ・ダグラス (1697-1715)                       | 3代クイーンズベリー侯 5代クイーンズベリー伯 ジェイムズ・ダグラス (1697-1715)                       | 3代クイーンズベリー侯 5代クイーンズベリー伯 ジェイムズ・ダグラス (1697-1715)                       | 3代クイーンズベリー侯 5代クイーンズベリー伯 ジェイムズ・ダグラス (1697-1715)                       | 3代クイーンズベリー侯 5代クイーンズベリー伯 ジェイムズ・ダグラス (1697-1715)                       | 3代クイーンズベリー侯 5代クイーンズベリー伯 ジェイムズ・ダグラス (1697-1715)                       | | | 3代クイーンズベリー公 4代クイーンズベリー侯 6代クイーンズベリー伯 チャールズ・ダグラス (1698-1778)   | 3代クイーンズベリー公 4代クイーンズベリー侯 6代クイーンズベリー伯 チャールズ・ダグラス (1698-1778)   | 3代クイーンズベリー公 4代クイーンズベリー侯 6代クイーンズベリー伯 チャールズ・ダグラス (1698-1778)   | 3代クイーンズベリー公 4代クイーンズベリー侯 6代クイーンズベリー伯 チャールズ・ダグラス (1698-1778)   | 3代クイーンズベリー公 4代クイーンズベリー侯 6代クイーンズベリー伯 チャールズ・ダグラス (1698-1778) | 3代クイーンズベリー公 4代クイーンズベリー侯 6代クイーンズベリー伯 チャールズ・ダグラス (1698-1778) |  |  | ジェーン・ダグラス (1701-1729) | ジェーン・ダグラス (1701-1729) | ジェーン・ダグラス (1701-1729) | ジェーン・ダグラス (1701-1729) | ジェーン・ダグラス (1701-1729)                                         | ジェーン・ダグラス (1701-1729)                                     |                                                                    |                                                                    | 2代バクルー公 フランシス・スコット (1695–1751)                     | 2代バクルー公 フランシス・スコット (1695–1751)                     | 2代バクルー公 フランシス・スコット (1695–1751) | 2代バクルー公 フランシス・スコット (1695–1751) | 2代バクルー公 フランシス・スコット (1695–1751) | 2代バクルー公 フランシス・スコット (1695–1751) |  |  | 2代マーチ伯 ウィリアム・ダグラス (1696–1731)                                                                   | 2代マーチ伯 ウィリアム・ダグラス (1696–1731)                                                                   | 2代マーチ伯 ウィリアム・ダグラス (1696–1731)                                                                   | 2代マーチ伯 ウィリアム・ダグラス (1696–1731)                                                                   | 2代マーチ伯 ウィリアム・ダグラス (1696–1731)                                                                   | 2代マーチ伯 ウィリアム・ダグラス (1696–1731)                                                                   |  |  | 3代準男爵 ジョン・ダグラス (-1778)                                                        | 3代準男爵 ジョン・ダグラス (-1778)                                                     | 3代準男爵 ジョン・ダグラス (-1778)                                                     | 3代準男爵 ジョン・ダグラス (-1778)                                                     | 3代準男爵 ジョン・ダグラス (-1778)                                                     | 3代準男爵 ジョン・ダグラス (-1778)                                                     |  |  |  |  |  |  |                                             |                                             |                                             |                                             |                                             |                                             |  |  |  |  |
| 3代クイーンズベリー侯 5代クイーンズベリー伯 ジェイムズ・ダグラス (1697-1715)                       | 3代クイーンズベリー侯 5代クイーンズベリー伯 ジェイムズ・ダグラス (1697-1715)                       | 3代クイーンズベリー侯 5代クイーンズベリー伯 ジェイムズ・ダグラス (1697-1715)                       | 3代クイーンズベリー侯 5代クイーンズベリー伯 ジェイムズ・ダグラス (1697-1715)                       | 3代クイーンズベリー侯 5代クイーンズベリー伯 ジェイムズ・ダグラス (1697-1715)                       | 3代クイーンズベリー侯 5代クイーンズベリー伯 ジェイムズ・ダグラス (1697-1715)                       | | | 3代クイーンズベリー公 4代クイーンズベリー侯 6代クイーンズベリー伯 チャールズ・ダグラス (1698-1778)   | 3代クイーンズベリー公 4代クイーンズベリー侯 6代クイーンズベリー伯 チャールズ・ダグラス (1698-1778)   | 3代クイーンズベリー公 4代クイーンズベリー侯 6代クイーンズベリー伯 チャールズ・ダグラス (1698-1778)   | 3代クイーンズベリー公 4代クイーンズベリー侯 6代クイーンズベリー伯 チャールズ・ダグラス (1698-1778)   | 3代クイーンズベリー公 4代クイーンズベリー侯 6代クイーンズベリー伯 チャールズ・ダグラス (1698-1778) | 3代クイーンズベリー公 4代クイーンズベリー侯 6代クイーンズベリー伯 チャールズ・ダグラス (1698-1778) |  |  | ジェーン・ダグラス (1701-1729) | ジェーン・ダグラス (1701-1729) | ジェーン・ダグラス (1701-1729) | ジェーン・ダグラス (1701-1729) | ジェーン・ダグラス (1701-1729)                                         | ジェーン・ダグラス (1701-1729)                                     |                                                                    |                                                                    | 2代バクルー公 フランシス・スコット (1695–1751)                     | 2代バクルー公 フランシス・スコット (1695–1751)                     | 2代バクルー公 フランシス・スコット (1695–1751) | 2代バクルー公 フランシス・スコット (1695–1751) | 2代バクルー公 フランシス・スコット (1695–1751) | 2代バクルー公 フランシス・スコット (1695–1751) |  |  | 2代マーチ伯 ウィリアム・ダグラス (1696–1731)                                                                   | 2代マーチ伯 ウィリアム・ダグラス (1696–1731)                                                                   | 2代マーチ伯 ウィリアム・ダグラス (1696–1731)                                                                   | 2代マーチ伯 ウィリアム・ダグラス (1696–1731)                                                                   | 2代マーチ伯 ウィリアム・ダグラス (1696–1731)                                                                   | 2代マーチ伯 ウィリアム・ダグラス (1696–1731)                                                                   |  |  | 3代準男爵 ジョン・ダグラス (-1778)                                                        | 3代準男爵 ジョン・ダグラス (-1778)                                                     | 3代準男爵 ジョン・ダグラス (-1778)                                                     | 3代準男爵 ジョン・ダグラス (-1778)                                                     | 3代準男爵 ジョン・ダグラス (-1778)                                                     | 3代準男爵 ジョン・ダグラス (-1778)                                                     |  |  |  |  |  |  |                                             |                                             |                                             |                                             |                                             |                                             |  |  |  |  |
| | | | | | | | | | | | | | |  |  |                                |                                |                                |                                |                                                                        |                                                                    |                                                                    |                                                                    |                                                                    |                                                                    |                                                |                                                |                                                |                                                |  |  | | | | | | |  |  |                                                                                           |                                                                                        |                                                                                        |                                                                                        |                                                                                        |                                                                                        |  |  |  |  |  |  |                                             |                                             |                                             |                                             |                                             |                                             |  |  |  |  |
| | | | | | | | | | | | | | |  |  |                                |                                |                                |                                | ダルキース伯(儀礼称号) フランシス・スコット (1721–1750)                | ダルキース伯(儀礼称号) フランシス・スコット (1721–1750)            | ダルキース伯(儀礼称号) フランシス・スコット (1721–1750)            | ダルキース伯(儀礼称号) フランシス・スコット (1721–1750)            | ダルキース伯(儀礼称号) フランシス・スコット (1721–1750)            | ダルキース伯(儀礼称号) フランシス・スコット (1721–1750)            |                                                |                                                |                                                |                                                |  |  | 4代クイーンズベリー公 5代クイーンズベリー侯 7代クイーンズベリー伯 3代マーチ伯 ウィリアム・ダグラス (1725-1810) | 4代クイーンズベリー公 5代クイーンズベリー侯 7代クイーンズベリー伯 3代マーチ伯 ウィリアム・ダグラス (1725-1810) | 4代クイーンズベリー公 5代クイーンズベリー侯 7代クイーンズベリー伯 3代マーチ伯 ウィリアム・ダグラス (1725-1810) | 4代クイーンズベリー公 5代クイーンズベリー侯 7代クイーンズベリー伯 3代マーチ伯 ウィリアム・ダグラス (1725-1810) | 4代クイーンズベリー公 5代クイーンズベリー侯 7代クイーンズベリー伯 3代マーチ伯 ウィリアム・ダグラス (1725-1810) | 4代クイーンズベリー公 5代クイーンズベリー侯 7代クイーンズベリー伯 3代マーチ伯 ウィリアム・ダグラス (1725-1810) |  |  | 4代準男爵 ウィリアム・ダグラス (-1783)                                                    | 4代準男爵 ウィリアム・ダグラス (-1783)                                                 | 4代準男爵 ウィリアム・ダグラス (-1783)                                                 | 4代準男爵 ウィリアム・ダグラス (-1783)                                                 | 4代準男爵 ウィリアム・ダグラス (-1783)                                                 | 4代準男爵 ウィリアム・ダグラス (-1783)                                                 |  |  |  |  |  |  |                                             |                                             |                                             |                                             |                                             |                                             |  |  |  |  |
| | | | | | | | | | | | | | |  |  |                                |                                |                                |                                | ダルキース伯(儀礼称号) フランシス・スコット (1721–1750)                | ダルキース伯(儀礼称号) フランシス・スコット (1721–1750)            | ダルキース伯(儀礼称号) フランシス・スコット (1721–1750)            | ダルキース伯(儀礼称号) フランシス・スコット (1721–1750)            | ダルキース伯(儀礼称号) フランシス・スコット (1721–1750)            | ダルキース伯(儀礼称号) フランシス・スコット (1721–1750)            |                                                |                                                |                                                |                                                |  |  | 4代クイーンズベリー公 5代クイーンズベリー侯 7代クイーンズベリー伯 3代マーチ伯 ウィリアム・ダグラス (1725-1810) | 4代クイーンズベリー公 5代クイーンズベリー侯 7代クイーンズベリー伯 3代マーチ伯 ウィリアム・ダグラス (1725-1810) | 4代クイーンズベリー公 5代クイーンズベリー侯 7代クイーンズベリー伯 3代マーチ伯 ウィリアム・ダグラス (1725-1810) | 4代クイーンズベリー公 5代クイーンズベリー侯 7代クイーンズベリー伯 3代マーチ伯 ウィリアム・ダグラス (1725-1810) | 4代クイーンズベリー公 5代クイーンズベリー侯 7代クイーンズベリー伯 3代マーチ伯 ウィリアム・ダグラス (1725-1810) | 4代クイーンズベリー公 5代クイーンズベリー侯 7代クイーンズベリー伯 3代マーチ伯 ウィリアム・ダグラス (1725-1810) |  |  | 4代準男爵 ウィリアム・ダグラス (-1783)                                                    | 4代準男爵 ウィリアム・ダグラス (-1783)                                                 | 4代準男爵 ウィリアム・ダグラス (-1783)                                                 | 4代準男爵 ウィリアム・ダグラス (-1783)                                                 | 4代準男爵 ウィリアム・ダグラス (-1783)                                                 | 4代準男爵 ウィリアム・ダグラス (-1783)                                                 |  |  |  |  |  |  |                                             |                                             |                                             |                                             |                                             |                                             |  |  |  |  |
| | | | | | | | | | | | | | |  |  |                                |                                |                                |                                |                                                                        |                                                                    |                                                                    |                                                                    |                                                                    |                                                                    |                                                |                                                |                                                |                                                |  |  | | | | | | |  |  |                                                                                           |                                                                                        |                                                                                        |                                                                                        |                                                                                        |                                                                                        |  |  |  |  |  |  |                                             |                                             |                                             |                                             |                                             |                                             |  |  |  |  |
| | | | | | | | | | | | | | |  |  |                                |                                |                                |                                | 3代バクルー公 5代クイーンズベリー公 ヘンリー・スコット (1746–1812)     | 3代バクルー公 5代クイーンズベリー公 ヘンリー・スコット (1746–1812) | 3代バクルー公 5代クイーンズベリー公 ヘンリー・スコット (1746–1812) | 3代バクルー公 5代クイーンズベリー公 ヘンリー・スコット (1746–1812) | 3代バクルー公 5代クイーンズベリー公 ヘンリー・スコット (1746–1812) | 3代バクルー公 5代クイーンズベリー公 ヘンリー・スコット (1746–1812) |                                                |                                                |                                                |                                                |  |  | 6代クイーンズベリー侯 8代クイーンズベリー伯 5代準男爵 チャールズ・ダグラス (1777-1837)                         | 6代クイーンズベリー侯 8代クイーンズベリー伯 5代準男爵 チャールズ・ダグラス (1777-1837)                         | 6代クイーンズベリー侯 8代クイーンズベリー伯 5代準男爵 チャールズ・ダグラス (1777-1837)                         | 6代クイーンズベリー侯 8代クイーンズベリー伯 5代準男爵 チャールズ・ダグラス (1777-1837)                         | 6代クイーンズベリー侯 8代クイーンズベリー伯 5代準男爵 チャールズ・ダグラス (1777-1837)                         | 6代クイーンズベリー侯 8代クイーンズベリー伯 5代準男爵 チャールズ・ダグラス (1777-1837)                         |  |  | 7代クイーンズベリー侯 9代クイーンズベリー伯 6代準男爵 ジョン・ダグラス (1779-1856)        | 7代クイーンズベリー侯 9代クイーンズベリー伯 6代準男爵 ジョン・ダグラス (1779-1856)     | 7代クイーンズベリー侯 9代クイーンズベリー伯 6代準男爵 ジョン・ダグラス (1779-1856)     | 7代クイーンズベリー侯 9代クイーンズベリー伯 6代準男爵 ジョン・ダグラス (1779-1856)     | 7代クイーンズベリー侯 9代クイーンズベリー伯 6代準男爵 ジョン・ダグラス (1779-1856)     | 7代クイーンズベリー侯 9代クイーンズベリー伯 6代準男爵 ジョン・ダグラス (1779-1856)     |  |  |  |  |  |  |                                             |                                             |                                             |                                             |                                             |                                             |  |  |  |  |
| | | | | | | | | | | | | | |  |  |                                |                                |                                |                                | 3代バクルー公 5代クイーンズベリー公 ヘンリー・スコット (1746–1812)     | 3代バクルー公 5代クイーンズベリー公 ヘンリー・スコット (1746–1812) | 3代バクルー公 5代クイーンズベリー公 ヘンリー・スコット (1746–1812) | 3代バクルー公 5代クイーンズベリー公 ヘンリー・スコット (1746–1812) | 3代バクルー公 5代クイーンズベリー公 ヘンリー・スコット (1746–1812) | 3代バクルー公 5代クイーンズベリー公 ヘンリー・スコット (1746–1812) |                                                |                                                |                                                |                                                |  |  | 6代クイーンズベリー侯 8代クイーンズベリー伯 5代準男爵 チャールズ・ダグラス (1777-1837)                         | 6代クイーンズベリー侯 8代クイーンズベリー伯 5代準男爵 チャールズ・ダグラス (1777-1837)                         | 6代クイーンズベリー侯 8代クイーンズベリー伯 5代準男爵 チャールズ・ダグラス (1777-1837)                         | 6代クイーンズベリー侯 8代クイーンズベリー伯 5代準男爵 チャールズ・ダグラス (1777-1837)                         | 6代クイーンズベリー侯 8代クイーンズベリー伯 5代準男爵 チャールズ・ダグラス (1777-1837)                         | 6代クイーンズベリー侯 8代クイーンズベリー伯 5代準男爵 チャールズ・ダグラス (1777-1837)                         |  |  | 7代クイーンズベリー侯 9代クイーンズベリー伯 6代準男爵 ジョン・ダグラス (1779-1856)        | 7代クイーンズベリー侯 9代クイーンズベリー伯 6代準男爵 ジョン・ダグラス (1779-1856)     | 7代クイーンズベリー侯 9代クイーンズベリー伯 6代準男爵 ジョン・ダグラス (1779-1856)     | 7代クイーンズベリー侯 9代クイーンズベリー伯 6代準男爵 ジョン・ダグラス (1779-1856)     | 7代クイーンズベリー侯 9代クイーンズベリー伯 6代準男爵 ジョン・ダグラス (1779-1856)     | 7代クイーンズベリー侯 9代クイーンズベリー伯 6代準男爵 ジョン・ダグラス (1779-1856)     |  |  |  |  |  |  |                                             |                                             |                                             |                                             |                                             |                                             |  |  |  |  |
| | | | | | | | | | | | | | |  |  |                                |                                |                                |                                | バクルー公爵 クイーンズベリー公爵 モンタギュー・ダグラス・スコット家へ |                                                                    |                                                                    |                                                                    |                                                                    |                                                                    |                                                |                                                |                                                |                                                |  |  | | | | | | |  |  |                                                                                           |                                                                                        |                                                                                        |                                                                                        |                                                                                        |                                                                                        |  |  |  |  |  |  |                                             |                                             |                                             |                                             |                                             |                                             |  |  |  |  |
| | | | | | | | | | | | | | |  |  |                                |                                |                                |                                |                                                                        |                                                                    |                                                                    |                                                                    |                                                                    |                                                                    |                                                |                                                |                                                |                                                |  |  | | | | | | |  |  | 8代クイーンズベリー侯 10代クイーンズベリー伯 7代準男爵 アーチボルド・ダグラス (1818-1858) |                                                                                        |                                                                                        |                                                                                        |                                                                                        |                                                                                        |  |  |  |  |  |  |                                             |                                             |                                             |                                             |                                             |                                             |  |  |  |  |
| | | | | | | | | | | | | | |  |  |                                |                                |                                |                                |                                                                        |                                                                    |                                                                    |                                                                    |                                                                    |                                                                    |                                                |                                                |                                                |                                                |  |  | | | | | | |  |  |                                                                                           |                                                                                        |                                                                                        |                                                                                        |                                                                                        |                                                                                        |  |  |  |  |  |  |                                             |                                             |                                             |                                             |                                             |                                             |  |  |  |  |
| | | | | | | | | | | | | | |  |  |                                |                                |                                |                                |                                                                        |                                                                    |                                                                    |                                                                    |                                                                    |                                                                    |                                                |                                                |                                                |                                                |  |  | | | | | | |  |  | 9代クイーンズベリー侯 11代クイーンズベリー伯 8代準男爵 ジョン・ダグラス (1844-1900)       |                                                                                        |                                                                                        |                                                                                        |                                                                                        |                                                                                        |  |  |  |  |  |  |                                             |                                             |                                             |                                             |                                             |                                             |  |  |  |  |
| | | | | | | | | | | | | | |  |  |                                |                                |                                |                                |                                                                        |                                                                    |                                                                    |                                                                    |                                                                    |                                                                    |                                                |                                                |                                                |                                                |  |  | | | | | | |  |  |                                                                                           |                                                                                        |                                                                                        |                                                                                        |                                                                                        |                                                                                        |  |  |  |  |  |  |                                             |                                             |                                             |                                             |                                             |                                             |  |  |  |  |
| | | | | | | | | | | | | | |  |  |                                |                                |                                |                                |                                                                        |                                                                    |                                                                    |                                                                    |                                                                    |                                                                    |                                                |                                                |                                                |                                                |  |  | | | | | | |  |  |                                                                                           |                                                                                        |                                                                                        |                                                                                        |                                                                                        |                                                                                        |  |  |  |  |  |  |                                             |                                             |                                             |                                             |                                             |                                             |  |  |  |  |
| | | | | | | | | | | | | | |  |  |                                |                                |                                |                                |                                                                        |                                                                    |                                                                    |                                                                    |                                                                    |                                                                    |                                                |                                                |                                                |                                                |  |  | ドラムランリグ子爵(儀礼称号) 初代キルヘッド男爵 フランシス・ダグラス (1867-1894)                               | ドラムランリグ子爵(儀礼称号) 初代キルヘッド男爵 フランシス・ダグラス (1867-1894)                               | ドラムランリグ子爵(儀礼称号) 初代キルヘッド男爵 フランシス・ダグラス (1867-1894)                               | ドラムランリグ子爵(儀礼称号) 初代キルヘッド男爵 フランシス・ダグラス (1867-1894)                               | ドラムランリグ子爵(儀礼称号) 初代キルヘッド男爵 フランシス・ダグラス (1867-1894)                               | ドラムランリグ子爵(儀礼称号) 初代キルヘッド男爵 フランシス・ダグラス (1867-1894)                               |  |  | 10代クイーンズベリー侯 12代クイーンズベリー伯 9代準男爵 パーシー・ダグラス (1868-1920)    | 10代クイーンズベリー侯 12代クイーンズベリー伯 9代準男爵 パーシー・ダグラス (1868-1920) | 10代クイーンズベリー侯 12代クイーンズベリー伯 9代準男爵 パーシー・ダグラス (1868-1920) | 10代クイーンズベリー侯 12代クイーンズベリー伯 9代準男爵 パーシー・ダグラス (1868-1920) | 10代クイーンズベリー侯 12代クイーンズベリー伯 9代準男爵 パーシー・ダグラス (1868-1920) | 10代クイーンズベリー侯 12代クイーンズベリー伯 9代準男爵 パーシー・ダグラス (1868-1920) |  |  |  |  |  |  |                                             |                                             |                                             |                                             |                                             |                                             |  |  |  |  |
| | | | | | | | | | | | | | |  |  |                                |                                |                                |                                |                                                                        |                                                                    |                                                                    |                                                                    |                                                                    |                                                                    |                                                |                                                |                                                |                                                |  |  | ドラムランリグ子爵(儀礼称号) 初代キルヘッド男爵 フランシス・ダグラス (1867-1894)                               | ドラムランリグ子爵(儀礼称号) 初代キルヘッド男爵 フランシス・ダグラス (1867-1894)                               | ドラムランリグ子爵(儀礼称号) 初代キルヘッド男爵 フランシス・ダグラス (1867-1894)                               | ドラムランリグ子爵(儀礼称号) 初代キルヘッド男爵 フランシス・ダグラス (1867-1894)                               | ドラムランリグ子爵(儀礼称号) 初代キルヘッド男爵 フランシス・ダグラス (1867-1894)                               | ドラムランリグ子爵(儀礼称号) 初代キルヘッド男爵 フランシス・ダグラス (1867-1894)                               |  |  | 10代クイーンズベリー侯 12代クイーンズベリー伯 9代準男爵 パーシー・ダグラス (1868-1920)    | 10代クイーンズベリー侯 12代クイーンズベリー伯 9代準男爵 パーシー・ダグラス (1868-1920) | 10代クイーンズベリー侯 12代クイーンズベリー伯 9代準男爵 パーシー・ダグラス (1868-1920) | 10代クイーンズベリー侯 12代クイーンズベリー伯 9代準男爵 パーシー・ダグラス (1868-1920) | 10代クイーンズベリー侯 12代クイーンズベリー伯 9代準男爵 パーシー・ダグラス (1868-1920) | 10代クイーンズベリー侯 12代クイーンズベリー伯 9代準男爵 パーシー・ダグラス (1868-1920) |  |  |  |  |  |  |                                             |                                             |                                             |                                             |                                             |                                             |  |  |  |  |
| | | | | | | | | | | | | | |  |  |                                |                                |                                |                                |                                                                        |                                                                    |                                                                    |                                                                    |                                                                    |                                                                    |                                                |                                                |                                                |                                                |  |  | | | | | | |  |  | 11代クイーンズベリー侯 13代クイーンズベリー伯 10代準男爵 フランシス・ダグラス (1898-1954) |                                                                                        |                                                                                        |                                                                                        |                                                                                        |                                                                                        |  |  |  |  |  |  |                                             |                                             |                                             |                                             |                                             |                                             |  |  |  |  |
| | | | | | | | | | | | | | |  |  |                                |                                |                                |                                |                                                                        |                                                                    |                                                                    |                                                                    |                                                                    |                                                                    |                                                |                                                |                                                |                                                |  |  | | | | | | |  |  |                                                                                           |                                                                                        |                                                                                        |                                                                                        |                                                                                        |                                                                                        |  |  |  |  |  |  |                                             |                                             |                                             |                                             |                                             |                                             |  |  |  |  |
| | | | | | | | | | | | | | |  |  |                                |                                |                                |                                |                                                                        |                                                                    |                                                                    |                                                                    |                                                                    |                                                                    |                                                |                                                |                                                |                                                |  |  | | | | | | |  |  | 12代クイーンズベリー侯 14代クイーンズベリー伯 11代準男爵 デイヴィッド・ダグラス (1929-)   |                                                                                        |                                                                                        |                                                                                        |                                                                                        |                                                                                        |  |  |  |  |  |  |                                             |                                             |                                             |                                             |                                             |                                             |  |  |  |  |
| | | | | | | | | | | | | | |  |  |                                |                                |                                |                                |                                                                        |                                                                    |                                                                    |                                                                    |                                                                    |                                                                    |                                                |                                                |                                                |                                                |  |  | | | | | | |  |  |                                                                                           |                                                                                        |                                                                                        |                                                                                        |                                                                                        |                                                                                        |  |  |  |  |  |  |                                             |                                             |                                             |                                             |                                             |                                             |  |  |  |  |
| | | | | | | | | | | | | | |  |  |                                |                                |                                |                                |                                                                        |                                                                    |                                                                    |                                                                    |                                                                    |                                                                    |                                                |                                                |                                                |                                                |  |  | | | | | | |  |  |                                                                                           |                                                                                        |                                                                                        |                                                                                        |                                                                                        |                                                                                        |  |  |  |  |  |  |                                             |                                             |                                             |                                             |                                             |                                             |  |  |  |  |
| | | | | | | | | | | | | | |  |  |                                |                                |                                |                                |                                                                        |                                                                    |                                                                    |                                                                    |                                                                    |                                                                    |                                                |                                                |                                                |                                                |  |  | ドラムランリグ子爵(儀礼称号) ショルト・ダグラス(1967-)                                                         | ドラムランリグ子爵(儀礼称号) ショルト・ダグラス(1967-)                                                         | ドラムランリグ子爵(儀礼称号) ショルト・ダグラス(1967-)                                                         | ドラムランリグ子爵(儀礼称号) ショルト・ダグラス(1967-)                                                         | ドラムランリグ子爵(儀礼称号) ショルト・ダグラス(1967-)                                                         | ドラムランリグ子爵(儀礼称号) ショルト・ダグラス(1967-)                                                         |  |  | トーキル・ダグラス (1978-)                                                                | トーキル・ダグラス (1978-)                                                             | トーキル・ダグラス (1978-)                                                             | トーキル・ダグラス (1978-)                                                             | トーキル・ダグラス (1978-)                                                             | トーキル・ダグラス (1978-)                                                             |  |  |  |  |  |  |                                             |                                             |                                             |                                             |                                             |                                             |  |  |  |  |